# Andrena morrisonella
Andrena morrisonella är en biart som beskrevs av Henry Lorenz Viereck 1917. Andrena morrisonella ingår i släktet sandbin, och familjen grävbin. Inga underarter finns listade i Catalogue of Life.